# Bronisław Nadolski
Bronisław Emilian Wacław Nadolski (ur. 7 kwietnia 1903 we Lwowie, zm. 29 grudnia 1986 w Toruniu) – polski historyk literatury, profesor filologii polskiej.

## Życiorys
W 1923 ukończył Gimnazjum im. Jana Kochanowskiego we Lwowie. Następnie podjął studia humanistyczne z zakresu filologii polskiej i filologii klasycznej na Wydziale Humanistyczny Uniwersytetu Jana Kazimierza, które ukończył w roku 1928. W latach 1928–1940 pracował jako nauczyciel. Był redaktorem czasopisma „Orlęta”. Pełnił funkcję sekretarza lwowskiego Towarzystwa Literackiego im. Adama Mickiewicza.
W czasie okupacji był przymusowym pracownikiem kolei we Lwowie. W 1938 obronił pracę doktorską zatytułowaną Nauczanie greczyzny w Polsce w XVI wieku. Pracę habilitacyjną pt. Studia nad literaturą renesansową w Polsce obronił w jedenaście lat później na Uniwersytecie Łódzkim. W 1963 uzyskał stopień profesora. Był autorem monografii o Janie Kochanowskim. Jego specjalnościami były historia literatury polskiej i łacińskiej.
Na Uniwersytecie Lwowskim pracował w latach 1926-1928, natomiast na Uniwersytecie Mikołaja Kopernika w Toruniu w latach 1950-1973. Pełnił tam funkcję prorektora (1966-1969), a także dziekana (1954-1956) oraz prodziekana Wydziału Humanistycznego (1952-1954). Był członkiem Polskiej Akademii Nauk, Towarzystwa Naukowego w Toruniu (od 1951) oraz Lwowskiego Towarzystwa Naukowego (od 1937).
Został pochowany na Centralnym Cmentarzu Komunalnym w Toruniu.

## Odznaczenia
- Nagroda Ministerstwa Oświaty, Szkolnictwa Wyższego i Techniki (1968)
- Medal Komisji Edukacji Narodowej (1976)